# Yağmur Sarıgül
Yağmur Sarıgül (ur. 26 sierpnia 1979) – turecki muzyk oraz autor tekstów, członek grupy rockowej maNga.
Jest autorem m.in. piosenki Açılış, Kandırma Kendini jak i Kapanış. Gra na gitarze, pianinie oraz skrzypcach.